# Mehlbaum (Naturschutzgebiet)

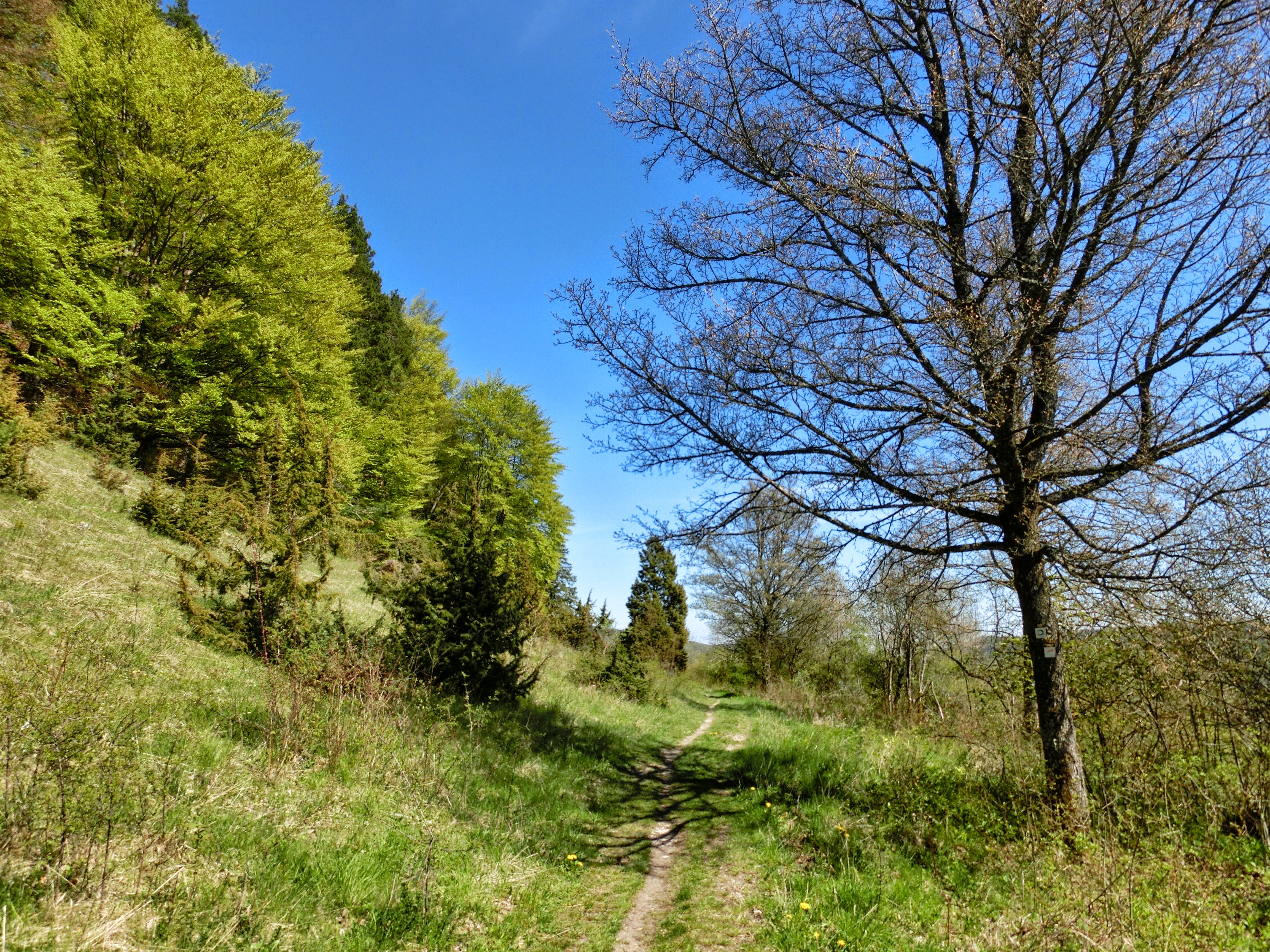
Naturschutzgebiet „Mehlbaum“ (Mai 2016)

Das Gebiet Mehlbaum ist ein mit Verordnung vom 14. Juli 1986 ausgewiesenes Naturschutzgebiet (NSG-Nummer 4.134) in Albstadt im baden-württembergischen Zollernalbkreis in Deutschland.

## Lage
Das rund zwölf Hektar große Schutzgebiet „Mehlbaum“ gehört zum Naturraum „Hohe Schwabenalb“. Es liegt etwa 2,2 Kilometer nordwestlich der Ebinger Stadtmitte, auf den Gemarkungen Ebingen und Margrethausen sowie einer Höhe von durchschnittlich 840 m ü. NHN.

## Beschreibung
Das Naturschutzgebiet „Mehlbaum“ wird als „Wacholderheide mit besonderem Reichtum an zum Teil bedrohten und geschützten Tier- und Pflanzenarten, darunter Orchideen, Enziane, Katzenpfötchen, Sumpf-Herzblatt (Parnassia palustris) und Spargelerbse (Lotus maritimus)“ beschrieben.

## Geschichte
Das Gebiet war vor dem Erlass der Schutzverordnung schon seit längerer Zeit nicht mehr genutzt worden. Deshalb drohten aufwachsende Sträucher und Nadelhölzer, die hier noch vorkommenden sehr seltenen Pflanzenarten zu verdrängen.
Nach der Ausweisung als Schutzgebiet begann das Forstamt Albstadt Anfang der 1990er Jahre mit der Pflege der Wacholderheide, an der sich auch der Bund Naturschutz Alb-Neckar beteiligte. Dabei wurden Fichten und Kiefern herausgesägt und Weidebuchen freigestellt. Auch den Waldsaum hat man behutsam ausgelichtet. Damit wurde die Sukzession in den empfindlichsten Bereichen der Halbtrocken- und Trockenrasen gestoppt. Die Auslichtung gefiel indes nicht nur den licht- und wärmeliebenden Pflanzen- und Tierarten, sondern auch etlichen Wanderschäfern, die andernorts mit der Stadt Albstadt unter Vertrag standen. Solange die Wacholderheide mit Altgras und Gebüschen zugewachsen war, hatten sie sich für das Mehlbaum-Gebiet nicht interessiert. Jetzt aber zogen sie viel zu oft mit ihren Herden an den ausgeräumten Hang. Die Schutzverordnung erwies sich nun in zweifacher Hinsicht als dienlich: Einerseits konnte mit ihr die Auslichtung angeregt und auch finanziert werden, andererseits war es möglich, landwirtschaftliche Übernutzung durch die moderne Wanderschäferei auf eine am Schutzzweck orientierte Intensität zurückzuführen.

## Schutzzweck
Wesentlicher Schutzzweck ist die Erhaltung der Wacholderheide, die sich durch einen besonderen Reichtum an zum Teil bedrohten und geschützten Tier- und Pflanzenarten auszeichnet.

## Wanderwege
Durch das Schutzgebiet führen unter anderem die beiden Fernwanderwege „Donauberglandweg“ und „Hohenzollernweg“ sowie die „Ochsenbergrunde“, einer von acht ausgeschilderten „Albstadt Traufgängen“.